# 克萊頓·克蕭
克萊頓·愛德華·克蕭（英語：Clayton Edward Kershaw，1988年3月19日—）是美國職棒大聯盟的投手，目前效力於洛杉磯道奇，他生涯中已三度拿下國家聯盟的賽揚獎，也是2020年度世界大賽冠軍隊成員。

## 早期生活
克蕭於2006年就讀高中三年級時，於64局投球局數中投出13勝0敗、0.77防禦率和139次三振的優異成績，並獲選今日美國的年度最優秀高中球員，備受外界期待；該年大聯盟選秀會，克蕭於第1輪第7名被洛杉磯道奇所選中，隨後他拒絕了德州農工大學的優渥獎學金，選擇和道奇簽約（簽約金230萬美元）。

## 小聯盟時期
在2006年簽約加入道奇以後，克蕭於小聯盟最下階灣岸聯盟（Gulf Coast League，GCL）時期，37局投出54次三振（只有5次保送），2勝0敗和1.95的防禦率。克蕭快速球在93－94 mph，最高可達96 mph，他更在7月29日－8月3日兩場先發比賽中，11局投出21次三振，該年被美國棒球評為道奇裡面最受期待的第2名。2007年克蕭於1A的大湖區潛鳥（Great Lakes Loons）繳出7勝5敗和2.77防禦率的成績，該年他並獲選參加全明星未來之星賽的美國隊。8月6日，克蕭升上2A傑克森威爾太陽（Jacksonville Suns），5場先發裡面拿下1勝2敗、3.65防禦率的成績。

## 大聯盟時期

### 2008年
2008年5月25日，克蕭升上大聯盟，並加入道奇的先發投手行列，第一場先發是對上聖路易紅雀，投6局責失2分送出7次三振，比賽最後無關勝敗。7月27日對華盛頓國民的比賽中，克蕭投6局0失分，拿下個人在大聯盟的第1勝。2009年4月13日對舊金山巨人的比賽中，克蕭7局只被擊出1支安打，此安打為陽春全壘打，但投出生涯新高的13次三振，比賽最後無關勝敗。今年球季結束以後，克蕭繳出8勝8敗和2.79防禦率的成績。

### 2011年
2月16日，道奇宣布克蕭為該年球季的開幕戰先發投手。5月29日於主場對佛羅里達馬林魚的比賽中，克蕭投出生涯第二場的完投完封勝的比賽，這場比賽他只被打2支安打，投出10次三振只有1次四壞球保送，另外他在這場比賽擊出2支安打和1分打點。6月20日於主場對底特律老虎的比賽中，他投出生涯第三場完投完封勝的比賽，這場比賽他只被打2支安打，投出11次三振只有1次四壞球保送。在這之後的下一場比賽裡面（6月26日對洛杉磯天使），他完投9局並獲得勝投，他成為道奇在2005年Jeff Weaver之後，第一位有著連續兩場比賽完投的投手，另外是道奇至從2000年朴贊浩之後，第一位在這兩場完投比賽裡面，都有10次以上三振的投手。今年優異的表現，讓克蕭入選參加生涯第一次的全明星賽。7月份克蕭的表現，繳出4勝1敗、防禦率2.02和投出45次三振的成績，優異的表現讓他獲選為這個月份表現最佳投手獎項。8月19日對密爾瓦基釀酒人的比賽中，球隊以5：1獲勝，克蕭獲得今年球季的第15勝，是他個人大聯盟生涯的新高。8月23日對聖路易紅雀的比賽中，對打者麥特·哈勒戴投出三振，這是今年球季的第200次三振。他成為道奇隊史上第10位連續兩年都投出200次三振的紀錄，上一次有此紀錄的是2001年的朴贊浩 。在這場比賽克蕭獲得今年球季的第16勝，這是道奇至從1986年的Fernando Valenzuela獲得21勝之後，獲得最多勝的左投手。

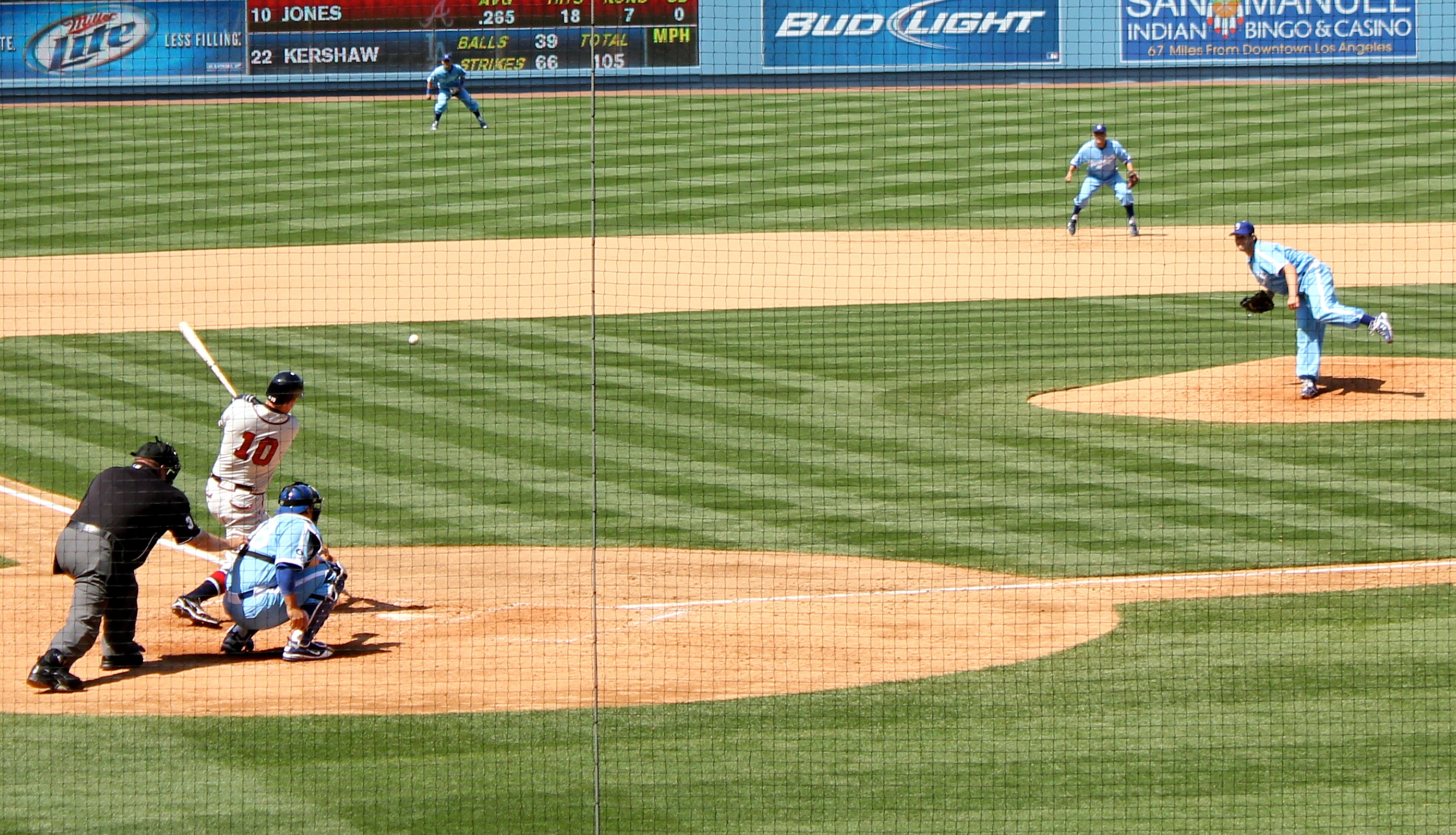
2011年，於球場上投球的克蕭。

9月20日對舊金山巨人的比賽中，球隊以2：1獲勝，克蕭拿下今年的第20勝，同時他也成為道奇1946年Vic Lombardi之後，第一位對巨人單季拿下5勝0敗的投手，並且擊敗兩次獲得賽揚獎得者的蒂姆·林斯肯共4次，這4次的比賽成績分別是2：1、1：0、2：1和2：1，皆為1分差的比賽。上次有此表現的投手是1960年的山迪·柯法斯和Juan Marichal。今年克蕭總計繳出21勝、248次三振和2.28防禦率的成績，他成為國聯三冠王，上一次有此表現的是2007年的傑克·皮維，而道奇隊史上一次有此表現的是1966年的山迪·柯法斯。今年比較特別的是兩個聯盟皆產生三冠王的投手，美國聯盟的投手是老虎的賈斯丁·韋蘭德。這是1924年以來，再次有兩個聯盟皆有三冠王的投手。最後兩位投手皆獲得賽揚獎。

### 2014年
6月18日面對洛磯隊的賽事，克蕭以15次三振繳出無安打比賽，對手僅亨利·拉米瑞茲因失誤上壘。本年克蕭以21勝3敗，防禦率僅1.77，第三度獲得國家聯盟賽揚獎，並獲選國聯最有價值球員。

### 2015年
8月12日克蕭以先發8局8次三振只被擊出3安打無失分的表現，幫助洛杉磯道奇以3比0完封華盛頓國民。這場比賽Kershaw也投出本季第200次三振，連6年200K平隊史紀錄。
05月15日面對落磯隊以27歲又57天達成百勝里程碑，是大聯盟史上第二年輕的投手。
10月5日克蕭以3.2局投出7次三振，為2002年響尾蛇藍迪·強森、柯特·席林後13年來首位達成單季300次三振者。

### 2017年
6月2日在面對密爾瓦基釀酒人的比賽中，投出生涯的第2000次三振，而克蕭也成為大聯盟史上第二快達成生涯2000次三振的投手，僅花了277場比賽（第一為藍迪·強森的262場）。
9月18日在對上費城人的比賽中，挨了發滿貫全壘打，這是克蕭生涯288次先發中，首次被敲滿貫砲。這一棒不只把克蕭打成敗戰投手，這也是他生涯10年來，288次的例行賽先發中，第一次被轟滿貫砲，克蕭生涯前103次面對滿壘，只有1成93的被打擊率，沒有被轟過全壘打。
洛杉磯道奇隊9比5擊敗響尾蛇，國聯分區系列戰率先開胡，但先發王牌克蕭可能開心不起來，此役雖然勝投，但他卻苦挨4轟陽春炮，創下道奇隊史另類難堪紀錄。打頭陣的王牌克蕭，例行賽18勝4負投得虎虎生風，自責分率2.31，季後賽卻總是投得差強人意，此役他雖然拿下勝投，卻苦失4分，且失分全是苦挨陽春炮。
但在世界大賽首戰對休士頓太空人，生涯首場世界大賽的先發，王牌投手克蕭宰制戰局，7局飆出11次三振壓制太空人打線，並幫助球隊在首戰就旗開得勝。先發7局只用了83球，飆出11次三振無四死球，只被擊出3安打，雖然在第4局被擊出全壘打，但也只失這1分。而這是太空人本季被單一投手三振最多次的比賽。克蕭也寫下多項驚人紀錄，除以7場勝投成為季後賽隊史最多勝的投手外，7局投球飆11次三振的好表現也追平1949年布魯克林道奇投手Don Newcombe最多三振且無四壞保送的世界大賽紀錄。克蕭也成為世界大賽史上首位完成10次以上三振且被安打少於3支、沒有任何保送的投手。相較於例行賽鬼神般數據，克蕭季後賽表現雖然並不搶眼，防禦率高達4.40且每九局挨轟率達1.18比生涯例行賽的0.6高出許多，但今年季後賽克蕭展現主宰力，24.1局投球拿3勝防禦率2.96、被打擊率僅1成74並擺脫季後賽容易軟手的毛病。

### 2020年
世界大賽第5場，克蕭主投5.2局投出6次三振，生涯季後賽三振數累積207K，登上史上第一。
世界大賽第6場，洛杉磯道奇以3比1擊敗坦帕灣光芒，克蕭贏得第一座世界大賽冠軍。

### 2023年
4月18日面對紐約大都會的比賽中，投出生涯第200勝，為道奇隊史第三位達成此成就的人。

### 2025年
7月2日面對芝加哥白襪，克蕭投出生涯第3000次三振，為大聯盟史上第20位達標投手。

## 球探報告
左投的克蕭以高壓（上肩）的機制投球，全盛時期的四縫線速球平均球速約在93mph（約150km/h）、最快曾達98mph（約158km/h）並具有優良的尾勁，搭配均速87-88mph（約140-142km/h）的銳利滑球，與投在73-74mph（約117-119km/h）的大幅度曲球，實戰時克蕭幾乎只使用上述的3種球路應對。變速球則是他尚未熟習的球種，使用頻率極低（配球比例僅約2%），克蕭本人也坦言對其缺乏手感。即使球路較為單調，但憑藉著優秀的球威再加上出色的控球，克蕭依然是一名大聯盟頂尖的先發投手。在2018年歷經肩傷後Kershaw的球速已有明顯地下滑，退化至平均90-91mph（約145-146km/h）的水準。
克蕭的壓制力與三振能力皆屬上乘，生涯已拿下5度國聯防禦率王與3度國聯三振王。

## 人物
克蕭是發現冥王星的天文學家克萊德·湯博的侄孫。
根據《福布斯》，克蕭是2020年年收入全球排名第57位的運動員（27,300,000美元）。

## 外部連結
- 克萊頓·克蕭在美國職棒官網（英语）
- 克萊頓·克蕭在Baseball-Reference.com（大聯盟）（英语）
- 克萊頓·克蕭在Baseball-Reference.com（小聯盟以及海外聯盟）（英语）
- 克萊頓·克蕭在ESPN（MLB）（英语）
- 克萊頓·克蕭在FanGraphs.com（英语）
- 克萊頓·克蕭在Retrosheet（英语）
- 克萊頓·克蕭在SABR（英语）
- 克萊頓·克蕭在The Baseball Cube（英语）
- 克萊頓·克蕭的X（前Twitter）